# Plutonodomus kungwensis
Genre
Espèce
Plutonodomus kungwensis, unique représentant du genre Plutonodomus, est une espèce d'araignées aranéomorphes de la famille des Prodidomidae.

## Distribution
Cette espèce est endémique de la région de Kigoma en Tanzanie,. Elle se rencontre dans les monts Mahale vers Kasoge.

## Habitat
Cette araignée a été découverte dans une termitière de Microtermes sp..

## Description
La femelle holotype mesure 1,54 mm. Cette araignée est anophtalme.
La femelle décrite par Rodrigues et Rheims en 2020 mesure 1,55 mm.

## Étymologie
Son nom d'espèce, composé de kungw[e] et du suffixe latin -ensis, « qui vit dans, qui habite », lui a été donné en référence au lieu de sa découverte, Kungwe.

## Systématique et taxinomie
Cette espèce a été décrite par Cooke en 1964.
Ce genre a été décrit par Cooke en 1964 dans les Prodidomidae. Il est placé dans les Gnaphosidae par Azevedo, Griswold et Santos en 2018 puis dans les Prodidomidae par Azevedo, Bougie, Carboni, Hedin et Ramírez en 2022.

## Publication originale
- Cooke, 1964 : « A revisionary study of some spiders of the rare family Prodidomidae. » Proceedings of the Zoological Society of London, vol. 142, no 2, p. 257-305.